# Giro della Provincia di Reggio Calabria 1984
Il Giro della Provincia di Reggio Calabria 1984, quarantacinquesima edizione della corsa, si svolse il 24 marzo 1984 su un percorso di 256 km, con partenza e arrivo a Reggio Calabria. La vittoria fu appannaggio dell'italiano Alfredo Chinetti, che completò il percorso in 6h53'18", alla media di 37,164 km/h, precedendo il connazionale Daniele Caroli e il belga Roger De Vlaeminck.

## Ordine d'arrivo (Top 10)
| Pos. | Corridore           | Squadra                  | Tempo    |
| ---- | ------------------- | ------------------------ | -------- |
| 1    | Alfredo Chinetti    | Supermercati Brianzoli   | 6h53'18" |
| 2    | Daniele Caroli      | Santini                  | s.t.     |
| 3    | Roger De Vlaeminck  | Gis-Gelati               | a 0'04"  |
| 4    | Rudy Pevenage       | Del Tongo-Colnago        | s.t.     |
| 5    | Urs Freuler         | Atala-Campagnolo         | s.t.     |
| 6    | Flavio Zappi        | Metauro Mobili-Pinarello | s.t.     |
| 7    | Paolo Rosola        | Bianchi-Piaggio          | s.t.     |
| 8    | Pierino Gavazzi     | Atala-Campagnolo         | s.t.     |
| 9    | Marco Vitali        | Del Tongo-Colnago        | s.t.     |
| 10   | Johan van der Velde | Metauro Mobili-Pinarello | s.t.     |